# La Ascensión

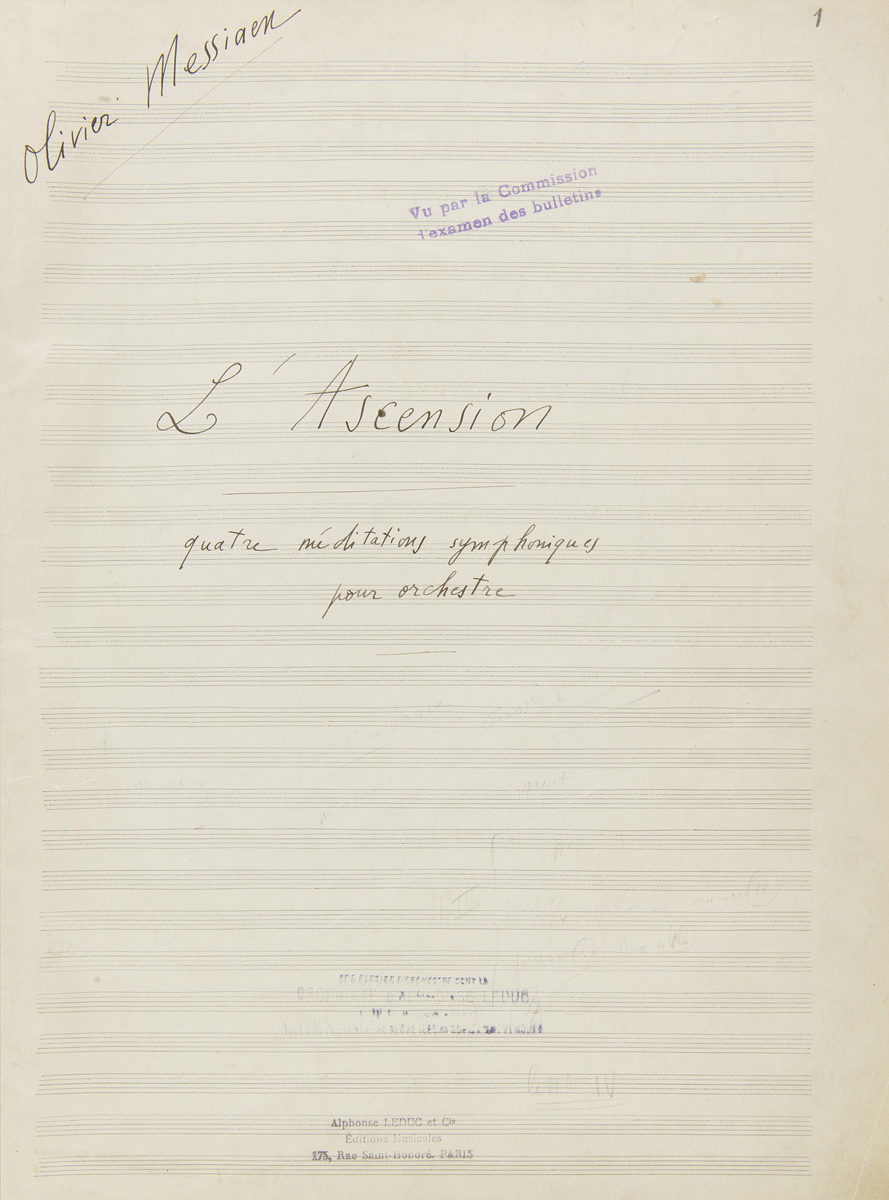
La portada del manuscrito original de la suite orquestal.

La Ascensión (título original en francés, L'Ascension) es una obra para orquesta de Olivier Messiaen escrita entre 1932 y 1933 y lleva por subtítulo Cuatro meditaciones sinfónicas para orquesta (Quatre méditations symphoniques pour orchestre).
La obra tiene una duración aproximada de 27 minutos y fue estrenada en París el 9 de febrero de 1935 bajo la dirección de Robert Siohan.
El propio Messiaen realizó una adaptación para órgano en 1933.

## Orquestación
| Cuerdas |
| Violines primeros, violines segundos, violas, violonchelos y contrabajos.                                      |
| Maderas |
| 3 flautas, 2 oboes, 1 corno inglés, 2 clarinetes en la y en si bemol, 1 clarinete bajo en si bemol y 3 fagots. |
| Metales |
| 4 trompas, 3 trompetas, 3 trombones y 1 tuba.                                                                  |
| Percusión |
| 3 timbales, triángulo, platillos, pandereta y bombo.                                                           |

## Estructura
- Majesté du Christ demandant sa gloire à son Père

La majestad de Cristo pidiendo la gloria a su Padre
- Alléluias sereins d'une âme qui désire le ciel

Aleluyas serenas de un alma que anhela el cielo
- Alléluia sur la trompette, alléluia sur la cymbale

Aleluya en la trompeta, aleluya en el címbalo
- Prière du Christ montant vers son père

Plegaria de Cristo ascendiendo hacia su padre